# Anfangslinje

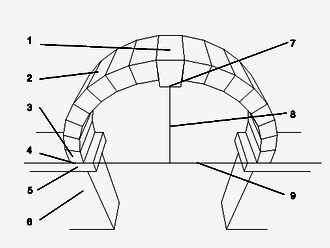
Anfangslinjen (9) går mellan bågens båda anfang (4).
----
1. slutsten
2. kilsten
3. anfangssten
4. anfang
5. impost
6. vederlag
7. hjässa
8. pilhöjd (båghöjd)
9. spännvidd, anfangslinje

Anfangslinje är, inom arkitektur, en tänkt horisontell linje mellan en båges båda anfang, bågens stödytor mot muren.